# Indeksni sklad
Indeksni sklad je vrsta vzajemnega sklada, ki sledi indeksni naložbeni strategiji. Pravila indeksnega sklada določajo vrsto podjetij, ki so primerna za sklad. Najbolj znan indeksni sklad, Vanguard 500 Index Fund, temelji na indeksu S&P 500.

## Zgodovina
24. maja 1967 je Richard Allen Beach ustanovil družbo Qualidex, Fund, Inc. Oktobra 1970 je bilo podjetje objavljeno kot sklad, ki temelji na indeksu Dow Jones 30 (DJI 30). Ustrezna registracija je bila opravljena 31. julija 1972. To je bil prvi indeksni sklad.

## Prednosti
Z vidika vlagatelja je glavna prednost indeksnih skladov čim večja enostavnost strategije, kar ima za posledico najnižje stroške upravljanja. Običajne provizije se gibljejo od 0,1 % za velika ameriška podjetja do 0,7 % za nastajajoče trge. Vzajemni sklad z aktivnim upravljanjem v povprečju zaračuna 1,15 % pristojbine. Večina vlagateljev si tudi prizadeva preseči indeks S&P 500.
Takšna naložbena strategija samodejno vključuje razpršitev portfelja, saj ima vlagatelj, ki kupi indeks, majhen delež v vseh podjetjih, vključenih v indeks.

## Slabosti
Glavna pomanjkljivost indeksnih skladov je, da slepo in samodejno igrajo na trgu, zaradi česar je vlagatelj zelo ranljiv za tržne mehurčke.
Če pravila za izračun indeksa niso pravilno določena, se lahko zgodi, da se indeks poveča, čeprav podjetja v indeksu na splošno upadajo. V tem primeru bi lahko izgubili tisti, ki so vlagali v indeks. Povprečna napaka pri izračunu indeksa za vse indeksne sklade je 38 bazičnih točk.
Zaradi povečanega povpraševanja po indeksnem skladu lahko podjetje, ki je dodano priljubljenemu indeksu, doživi šok zaradi povpraševanja, podjetje, ki je odstranjeno iz podobnega indeksa, pa šok zaradi ponudbe, kar spremeni ceno.